# Abatus beatriceae
Abatus beatriceae là một loài cầu gai thuộc họ Schizasteridae. Loài này thuộc chi Abatus và sinh sống ở biển. Abatus beatriceae được Alberto Larrain mô tả khoa học lần đầu tiên năm 1986.